# 大衛正宗
大衛正宗(Daie Masamue) 專長水墨，師事嶺南派，畢業於國立大學美術系。碩士時期攻研商業設計與工業設計。喜愛使用鋼筆進行速寫以及使用電腦媒材進行創作。喜歡嘗試多元媒材來進行創作。其水墨風格向水墨大師齊白石借鏡:作畫妙在似與不似之間，太似為媚俗，不似為欺世。為創作之依歸。
喜愛設計，目前台灣有許多知名公司Logo亦為其設計。
大衛是指創作大衛像的米開朗基羅，正宗是指日本戰國武將-伊達政宗。兩者皆為作者喜愛的人物，所以結合成作者之匿名。
由於家裡領養貓咪，於是近年作品主要以貓為主題，創作一系列的創作。稱為大衛畫貓 (日語:デビッド貓，英語:David The Cat)系列。
第一幅作品是2005年以家中領養的流浪貓王子為主角。名為:風中的王子。
以流浪貓王子為主題的作品。
１．[null 貓境幻遊 : 跟隨輕盈的貓步,一筆一畫,漫遊貓的魔幻國度]
２．[null 貓咪圓舞曲　Dancing with cats]　
- 畫家天天爆肝趕稿到半夜　貼心喵星人盯稿眼神：認命吧 （页面存档备份，存于）

1. ↑  林育綾. . ETtoday. 2015年10月31日  [2017-11-27]. （原始内容存档于2019-03-30）.
2. ↑  李薇. . Ｅｔｔｏｄａｙ. 2012年9月20日  [2017-11-27].
3. ↑  大衛, 正宗. . 新北市: 晨星出版社. 2015年10月: ２６. ISBN 9789864430574.
4. ↑  大衛, 正宗. . 新北市: 大衛畫貓貓做作. 2016年1月: ２６. ISBN 9789574332885.